# Французько-китайський саміт 2023 року
Французько-китайський саміт 2023 року — триденний державний візит президента Франції Емманюеля Макрона до Китаю з 5 по 7 квітня 2023 року. Це був перший візит Макрона до Китаю після пандемії COVID-19 і третій з моменту вступу на посаду в 2017 році. Його супроводжувала делегація з понад 50 генеральних директорів країни також він зустрівся з представниками французького ділового співтовариства в Китаї. Макрон зустрівся з Сі Цзіньпіном, генеральним секретарем Комуністичної партії Китаю та президентом Китаю, та Урсулою фон дер Ляєн, президентом Європейської комісії, щоб обговорити різні питання, особливо закцентував увагу на триваючій війні в Україні та потенційну роль Китаю як посередника між Росією і Заходом. Цей візит розглядався як спроба «відновити зв’язок» з Китаєм після трьох років його політики нульового зараження COVID-19, незважаючи на зростаючу доброзичливість Пекіна до Росії в контексті війни.

## Передумови
Раніше Макрон двічі відвідував Китай – у січні 2018 року та листопаді 2019 року. Під час свого першого візиту він оголосив про «всеосяжне стратегічне партнерство» між Францією та Китаєм і підписав кілька угод щодо торгівлі, зміни клімату, ядерної енергетики та культури. Емманюель Макрон також подарував Сі коня на прізвисько Везувій. Під час свого другого візиту президент Франції відвідав China International Import Expo в Шанхаї та зустрівся з Сі Цзіньпіном в Пекіні. Макрон також запросив Сі відвідати Францію на 60-річчя дипломатичних відносин між двома країнами у 2024 році. Однак з тих пір відносини між Китаєм і Францією, а також Європейським Союзом загострилися через кілька факторів. Спалах пандемії COVID-19 на початку 2020 року, яку вперше було виявлено в Китаї, призвів до того, що Пекін фактично закрив свої кордони для подорожей і запровадив суворі карантинні заходи для приїжджих відвідувачів. Це перешкоджало подорожуванню людям та обміну товаром між Китаєм та іншими країнами, зокрема Францією.

## Права людини
Макрон і фон дер Ляєн також підняли питання прав людини під час свого візиту на тлі зростаючої міжнародної критики репресій Китаю щодо етнічних меншин, політичних дисидентів і активістів громадянського суспільства. Вони висловили свою стурбованість ситуацією в Сіньцзяні, де китайський уряд затримав близько мільйона уйгурів та інших тюркських мусульман у таборах перевиховання, піддав їх примусовій праці, нагляду та геноциду. Лідери також закликали Китай поважати автономію та свободи Гонконгу, де Пекін запровадив закон про національну безпеку, який використовувався для придушення продемократичних протестів і ЗМІ. Крім того, вони закликали звільнити кількох видатних осіб, які були ув’язнені або переслідувані за свою мирну діяльність, таких як уйгурський економіст і лауреат премії Сахарова Ільхама Тохті, гонконгського медіа-магната Джиммі Лая і борця за тибетську мову Таші Вангчук.
Декілька груп громадського суспільства та правозахисних організацій привітали позицію Макрона та фон дер Ляєн щодо акценту на правах людини. Макрон «повинен рішуче особисто, а також публічно засудити репресії проти китайських активістів і правозахисників, жителів Гонконгу, уйгурів і тибетців», — заявив президент Ліги прав людини Франції Патрік Бодуен. Однак уряд Китаю відкинув будь-яке втручання у свої внутрішні справи та звинуватив країни Заходу в подвійних стандартах і лицемірстві. Сі розповів Макрону та фон дер Ляєн, що Китай прагне захищати права людини відповідно до власних національних умов і етапу розвитку, та те що Китай виступає проти будь-яких спроб політизувати питання прав людини або використовувати їх як зброю.